# 沉默之丘2：啟示錄
是加拿大恐怖电影《沉默之丘》的續集，已於2012年10月26日上映。主角是原作遊戲沈默之丘3的女主角海瑟·梅森。

## 剧情
海瑟·梅森和父親哈利·梅森一直以來都在躲避不明力量的恐怖追殺。她18歲生日當晚，在夢魘纏身和父親神秘失蹤的詭異情況下，海瑟發現自己原來從未瞭解「真正的自己」。隨著啟示錄的指引，她踏入了一個危機四伏、狂暴絕倫，可能令她永世不得脫身的邪惡世界……
海瑟(Heather／首集亞莉莎光明面—雪倫)跟父親哈利(Harry)六年來，到處搬家換名字躲避追殺，哈利並告誡海瑟隨時保持警戒。（首集被困於異界的雪倫之母蘿絲（Rose Da Silva）在沈默之丘發現聖物—梅塔特隆的封印，藉此半片聖物之力將入侵雪倫之亞蕾莎黑暗面驅出並將雪倫及半片聖物送回養父之正常世界…）在海瑟十八歲生日前夕，海瑟的噩夢越來越頻繁且真實。海瑟在新的高中，認識了一樣是轉學生的文森(Vincent)。文森對海瑟很熱情友好，讓海瑟對文森有了好感。海瑟在某日放學後，遇到了私家偵探道格拉斯(Douglas)。道格拉斯警告海瑟，異教徒要抓海瑟回沉默之丘。海瑟打電話回家告訴父親哈利，哈利跟女兒約在大賣場的快樂漢堡見面、但哈利剛出門就被抓走。海瑟到賣場等父親，卻發現眼前的人都變成恐怖的怪物、到處都是血腥恐怖的場景。懼怕的海瑟逃離商場途中遇到道格拉斯，在電梯中道格拉斯被怪物抓走殺死。警察發現道格拉斯外套中有海瑟的照片，故列海瑟為嫌疑犯加以追捕。
在回家路上海瑟遇到了文森，回到家後發現父親被抓走，只見牆上留下鮮血寫下"來沉默之丘"的字樣。兩人於是就前往沉默之丘，試圖拯救父親哈利。在前往沉默之丘路上，文森在汽車旅館向海瑟表白自己是教徒之一，為抓惡魔亞蕾莎的分身而來，但認識海瑟後終瞭解其並非惡魔。文森要海瑟遠離沉默之丘，但卻在突如其來的異變後被怪物抓走。海瑟勇敢地進入沉默之丘，並意外發現異教徒首領就是克勞蒂亞(Claudia)、文森是克勞蒂亞的兒子。克勞蒂亞把其父親李奧納多(Lenardo)關進精神病院，並把不聽話的文森送進去、讓"護士"小姐"照顧"。海瑟打倒變成怪物的李奧納多後，取得完整梅塔特隆的封印並且拯救文森，兩人前往"湖畔樂園"拯救哈利。在旋轉木馬上海瑟見到了黑暗面亞莉莎(Alessa)、兩人在旋轉木馬裡合二為一並由海瑟取得主導意識。
海瑟到地下教堂聖殿，看見了父親跟文森以及教徒們。克勞蒂亞要殺死海瑟解脫，但海瑟抓住克勞蒂亞的手，藉梅塔特隆的封印之力讓克勞蒂亞內心的醜陋轉換成怪物。在怪物要殺海瑟一群人時，亞莉莎(Alessa)的保鑣兼劊子手三角頭、提大刀前來拯救了海瑟一群人。
海瑟、哈利跟文森終逃出沈默之丘，但哈利表示海瑟已成人可讓他放心，現在他要留下尋找妻子蘿絲（Rose Da Silva）、哈利就消失在迷霧中。海瑟跟文森走出沉默之丘，在路上遇到開卡車的崔維斯(Travis，原著遊戲0代的主角)。離開的路上遇到警車押送囚車，囚車駛入沉默之丘後、迷霧又再度壟罩城鎮。沉默之丘依然吸引有罪的人，審判並折磨這些人。

## 登场人物
海瑟·梅森 = 亞莉莎·吉雷斯比 = 雪倫·達席瓦（Heather Mason = Alessa Gillespie = Sharon Da Silva）
前一集的雪倫，亞麗莎的善良面。在此集改名為海瑟。
哈利·梅森 = 克里斯多夫·達席瓦（Harry Mason = Christopher Da Silva）
前一集的克里斯多夫，爲了保護女兒改名為哈利‧梅森。
道格拉斯·卡特蘭德（Douglas Cartland）
異教徒聘用的私家偵探。
克劳蒂亚‧沃爾夫（Claudia Wolve）
異教團新教主，前一集異教團團主克麗絲塔貝拉的妹妹。
文森·沃爾夫/史密斯(Vincent Wolve/Smith)
異教團成員，克勞蒂亞的兒子、卻暗中幫助海瑟。
李奧納多·沃爾夫(Lenardo Wolve)
克勞蒂亞的父親，被女兒送進療養院、並用鐵鍊鎖住。
崔維斯·葛雷迪(Travis Grady)
原設定在沉默之丘:起源，開卡車送貨的司機、路過沉默之丘因小時候的經歷被捲進沉默之丘。
妲莉亞·吉雷斯比(Dahlia Gillespie)
Alessa的母親，為瘋癲流浪婦人。不受黑暗力量所侵害。
墨菲·潘德頓(Murphy Pendleton)
原設定在沉默之丘:驟雨主角，為監獄囚犯。沒實際露臉，運送囚車在最後出現。

## 主要演员表
| 演员                             | 饰演                                                                     |
| -------------------------------- | ------------------------------------------------------------------------ |
| 雅德蕾德·克萊門斯                | 海瑟·梅森（Heather Mason），即首集之雪倫                                 |
| 朗妲·米契（Radha Mitchell）      | 萝丝（Rose Da Silva），雪倫之養母，客串                                  |
| 西恩·賓（Sean Bean）             | 哈利·梅森（Harry Mason）/克里斯多佛（Christopher Da Silva） ，雪倫之養父 |
| 凱莉-安·摩絲（Carrie-Anne Moss） | 克勞蒂亞（Claudia Wolf） ，異教團首腦                                    |